# Alexa Bokšay
Alexa Bokšay (27. března 1911 Velyki Lazy – 27. srpna 2007 Praha) byl profesionální fotbalista–brankář SK Rusj Užhorod a SK Slavia Praha.

## Mládí a rodina
Bokšay pocházel z užhorodské rodiny, měl dvanáct sourozenců a jeho strýc byl známý malíř Vulica Josif Bokšay. Alexa se stal, stejně jako jeho tři sourozenci, učitelem. V dnes již neexistujícím mužstvu SK Rusj Užhorod, kde začínal s fotbalem, byla většina hráčů povoláním učitelé. Z toho vznikla přezdívka létající učitelé, jak se tehdy říkalo hráčům RUSJ.

## Fotbalová kariéra
Jako malého chlapce si ho všimli při klukovském pouličním fotbálku funkcionáři RUSJ a nabídli mu působení v klubu. Ve třicátých letech hrál RUSJ regionální soutěže východního Slovenska a Podkarpatské Rusi. V roce 1933 vyhrál s tímto mužstvem mistrovství Slovenska. V roce 1932 se o Bokšaje zajímala pražská Sparta, ale jeho otec mu odchod do Prahy zakázal, tak zůstal v Užhorodu. V roce 1936 se RUSJ dostal do celostátní 1. ligy, kde však vydržel jen jednu sezonu. V roce 1938 Bokšay odešel do klubu SK Slavia Praha. Hned v první sezoně se stal nástupcem legendárního Františka Pláničky, odchytal vítězné finále Středoevropského Poháru proti Ferencvárosi Budapešť. Se Slavií získal ještě čtyři mistrovské tituly. V klubu působil až do roku 1943, kdy se zranil a do konce války se do branky nedostal. Pak mu ve Slavii řekli, že už s ním nepočítají[zdroj?], a tak ukončil kariéru. Dál hrál jenom za starou gardu Slavie.

### Prvoligová bilance
| Ročník          | Zápasy | Góly | Minuty | Nuly | Klub            |
| --------------- | ------ | ---- | ------ | ---- | --------------- |
| I. liga 1936/37 | 18     | 0    | 1 620  | 0    | SK Rusj Užhorod |
| I. liga 1937/38 | –      | 0    | –      | –    | SK Slavia Praha |
| I. liga 1938/39 | 14     | 0    | 1 260  | 3    | SK Slavia Praha |
| I. liga 1939/40 | –      | 0    | –      | –    | SK Slavia Praha |
| I. liga 1940/41 | –      | 0    | –      | –    | SK Slavia Praha |
| I. liga 1942/43 | –      | 0    | –      | –    | SK Slavia Praha |
| CELKEM I. LIGA  | –      | 0    | –      | –    |                 |

## Reprezentace
Jako hráč byl nominován do jediného mezinárodního utkání s Maďarskem 18. září 1938, k němuž však vlivem politických událostí nedošlo. Odchytal dvě utkání za juniorskou reprezentaci Československa. Jednalo se o první dvě utkání v historii československé juniorské reprezentace, další se hrála až od roku 1949.
- 25.08.1938, Litva „A“ – Lvíčata ČSR 1:2 (hráno v Kaunasu)
- 28.08.1938, Lotyšsko „A“– Lvíčata ČSR 2:1 (hráno v Rize)

Československé reprezentační mužstvo vedl v šesti zápasech (1948: 2, 1949: 3, 1955: 1 jako záskok za Antonína Rýgra).

## Úspěchy
- Vítěz Středoevropského poháru: 1938
- Mistr ligy: 1940, 1941, 1942, 1943
- Vítěz Českého poháru: 1941, 1942
- Mistr Slovenska a Podkarpatské Rusi: 1933

| Trenéři československé fotbalové reprezentace | Trenéři československé fotbalové reprezentace | Trenéři československé fotbalové reprezentace |
| --------------------------------------------- | --------------------------------------------- | --------------------------------------------- |
| Předchůdce: Štefan Čambal                     | 1949 Alexa Bokšay                             | Nástupce: Ladislav Ženíšek                    |